# Eizo Yuguchi
Eizo Yuguchi (Osaka, Japó, 4 de juliol de 1945 - Nara, Japó, 2 de febrer de 2002) fou un futbolista japonès que disputà cinc partits amb la selecció japonesa.